# Balanophyllia corniculans
Balanophyllia corniculans är en korallart som först beskrevs av Alcock 1902.  Balanophyllia corniculans ingår i släktet Balanophyllia och familjen Dendrophylliidae. Inga underarter finns listade i Catalogue of Life.